# Latina (Madrid)
Latina è uno dei distretti in cui è suddivisa la città di Madrid. Viene identificato col numero 10.

## Geografia fisica
Il distretto si trova a sud-ovest del centro della città.

### Suddivisione
Il distretto è suddiviso amministrativamente in 7 quartieri (Barrios):
- Aluche
- Campamento
- Cuatro Vientos
- Las Águilas
- Lucero
- Los Cármenes
- Puerta del Ángel